# Putney Dandridge
Louis 'Putney' Dandridge (Richmond (Virginia), 13 januari 1902 - Wall Township (New Jersey), 15 februari 1946) was een Amerikaanse jazzpianist, zanger en bandleider.

## Biografie
Dandridge begon als pianist in een revue, The Drake and Walker Show, in 1918. Vanaf 1930 begeleidde hij een paar jaar tapdanser Bill "Bojangles" Robinson, onder meer in de belangrijke 'zwarte' musical Brown Buddies In februari 1931 speelde hij een rol in de muzikale revue Heatin' Up Harlem (met Adelaide Hall) in Lafayette Theatre in Harlem. Hij toerde in Illinois en de staten met de Grote Meren, daarna vestigde hij zich in Cleveland, Ohio, en begon hij een band waarin onder meer gitarist Lonnie Johnson speelde. In 1934 ging hij solo en had hij langdurige klussen in Hickory House en andere clubs in New York. In 1935 en 1936 nam hij talloze nummers op met belangrijke jazzmusici uit die tijd, zoals Roy Eldridge, Teddy Wilson, Henry 'Red' Allen, Buster Bailey, John Kirby, Chu Berry en Cozy Cole. Eind jaren dertig verdween hij uit de muziekscene, mogelijk om gezondheidsredenen. Dandridge overleed op 44-jarige leeftijd.

## Discografie
- 1935-1936, Classics, 1996
- 1936, Classics, 1996
- Putney Dandridge, Timeless, 1998